# Geleitzug PQ 8
Der Geleitzug PQ 8 war ein alliierter Nordmeergeleitzug, der im Januar 1942 im isländischen Hvalfjörður zusammengestellt wurde und kriegswichtige Güter in das sowjetische Murmansk brachte. Durch deutsche U-Boot Angriffe verloren die Alliierten den Zerstörer Matabele.

## Zusammensetzung und Sicherung

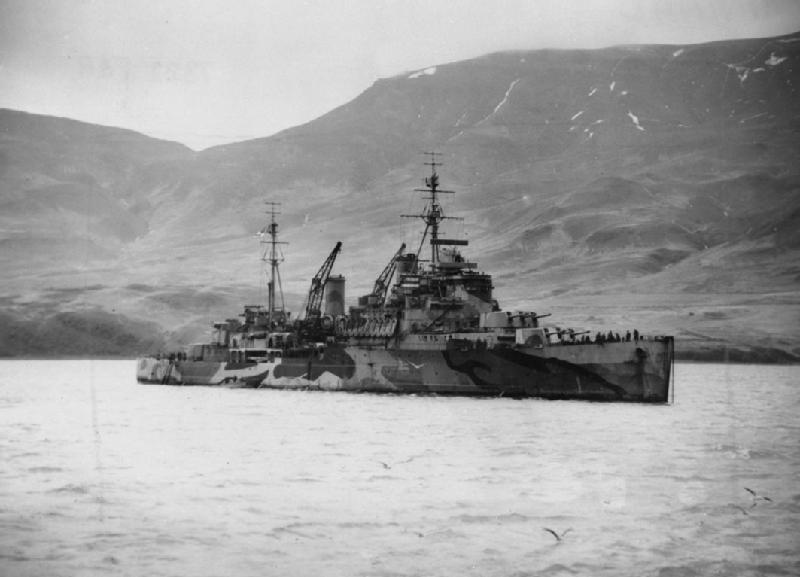
Kreuzer Trinidad

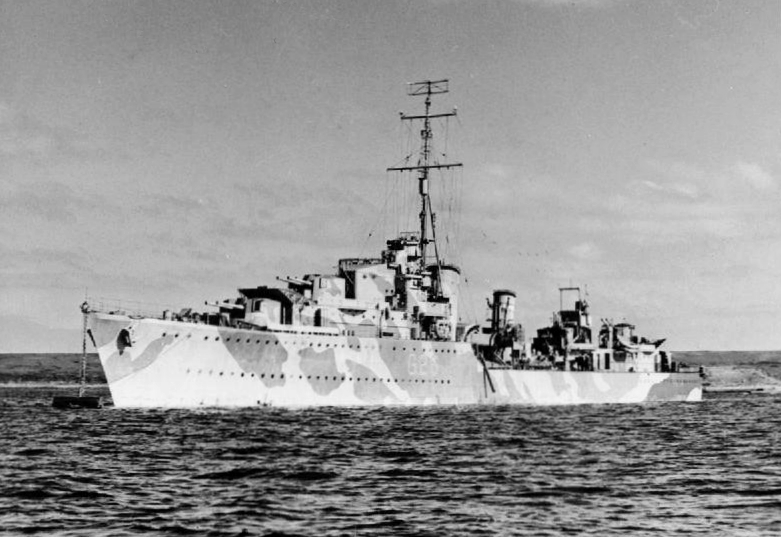
Die Matabele wurde durch U 454 versenkt

Der Geleitzug PQ 8 setzte sich aus acht Frachtschiffen zusammen. Am 8. Januar 1942 verließen sie Hvalfjörður (Lage) in Richtung Murmansk (Lage). Die Sicherung übernahmen die Minensucher Harrier und Speedwell. Ab 11. Januar kamen der Kreuzer Trinidad und die Zerstörer Matabele und Somali hinzu. Die Eastern Local Escort mit den Minensuchern Hazard und Sharpshooter und den sowjetischen Zerstörern Sokruschitelny und Gremjaschtschi sowie zwölf MO-4-Kuttern begleitete den Geleitzug ab 16. Januar.
| Name             | Typ      | Flagge                 | Vermessung in BRT | Verbleib |
| ---------------- | -------- | ---------------------- | ----------------- | -------- |
| British Pride    | Frachter | Vereinigtes Königreich | 7106              |          |
| British Workman  | Frachter | Vereinigtes Königreich | 6994              |          |
| Dartford         | Frachter | Vereinigtes Königreich | 4093              |          |
| El Almirante     | Frachter | Panama                 | 5248              |          |
| Harmatris        | Frachter | Vereinigtes Königreich | 5395              |          |
| Larranga         | Frachter | Vereinigte Staaten     | 3804              |          |
| Southgate        | Frachter | Vereinigtes Königreich | 4862              |          |
| Stari Bolschewik | Frachter | Sowjetunion            | 3974              |          |

## Verlauf
Die Deutschen setzten erstmals auf einen Nordmeergeleitzug eine U-Boot-Gruppe an. Die Gruppe „Ulan“ mit den Booten U 134, U 454 und U 584 erreichte am 17. Januar 1942 den Geleitzug. Am Nachmittag griff U 454 mehrmals an und torpedierte den Frachter Harmatris (5395 BRT) und den Zerstörer HMS Matabele. Die Harmatris konnte nach Murmansk geschleppt werden, während der Zerstörer HMS Matabele (Lage) so schnell sank, dass nur zwei Soldaten gerettet wurden. Am 17. Januar erreichte der Geleitzug Murmansk.